# Bernhard von der Osten-Sacken
Bernhard von der Osten-Sacken, född 10 februari 1975 i Stockholm, är en svensk affärsman.
Efter avbrutna studier i juridik vid Stockholms universitet övergick von der Osten-Sacken till affärsverksamhet inom den finansiella sektorn. Han byggde upp en förmögenhet genom bland annat handel med aktier och andra finansiella instrument. Han deltog även som garant i ett flertal nyemissioner i börsbolag.
År 2005 grundade von der Osten-Sacken fastighetsbolaget Allokton som 2006 noterades på marknadsplatsen First North. 
I april 2007 häktades von der Osten-Sacken efter misstanke om skattebrott och insiderbrott. Enligt uppgifter i media hänförde sig affärerna till tiden före grundandet av Allokton. von der Osten-Sacken släpptes ur häkte 19 april 2007. Inget åtal väcktes. Han har lämnat sin styrelseplats i Allokton. I maj 2007 avyttrade han aktiemajoriteten i bolaget till det danska fastighetsbolaget CenterPlan A/S.
I september 2010 dömdes von der Osten-Sacken av Stockholms tingsrätt till ett års fängelse för grova skattebrott. Domen fastställdes av hovrätten i november 2011. Enligt åklagaren lämnade finansmannen medvetet felaktiga uppgifter i sina deklarationer och dolde inkomster på drygt 8 miljoner kronor. Inkomsterna var ersättning för garantiåtaganden vid introduktion av bland annat bolagen Aspiro och Melker Schörling AB.